# Nicolau Guanyabens i Giral
Nicolau Guanyabens i Giral, auch: Nicolau Guanyabens i Giralt (* 12. Dezember 1826 in Mataró; † 8. Januar 1889 in Palma) war ein katalanischer Komponist, Arzt und Kaufmann. Er ist Komponist und Textdichter des populären katalanischen Seemannsliedes La Calma de la Mar, Die Ruhe des Meeres, vom Liedinhalt her treffender wiederzugeben mit: Traue nie der Ruhe des Meeres !

## Herkunft und Leben
Guanyabens war der Sohn einer alteingesessenen Kaufmannsfamilie aus Mataró mit großer Tradition im Seehandel. Seine ersten musikalischen Erfahrungen sammelte er in der Schola der Schule Pia de Mataró. Obwohl er noch sehr jung war, komponierte er zu dieser Zeit bereits einige Musikstücke. Er studierte autodidaktisch Flöte, Gitarre und Komposition. Aus Interesse am elterlichen Geschäft studierte er Handel und Seefahrt, um den Beruf des Kaufmanns betreiben zu können. Nach dieser Ausbildung arbeitete er zunächst einige Zeit als Schiffsführer auf einem Handelsschiff.
Im Jahr 1854 brach in Mataró eine Cholera-Epidemie aus. Guanyabens sah die guten Eingriffsmöglichkeiten, die die Homöopathie nach Samuel Hahnemann gegen diese Epidemie bot. Beeinflusst durch seinen Vater, der die Homöopathie ebenfalls hoch schätzte, behandelte und heilte Nicolau viele Erkrankte, wie dies die Presse der damaligen Zeit berichtete. Ab 1869 studierte er Medizin in Saragossa und erlangte 1871 die Qualifikation als Arzt und Chirurg. 1874 ging er nach Palma de Mallorca, wo er als Homöopath arbeitete und viele Patienten heilte. 1876 kehrte er aus familiären Gründen nach Mataró zurück. Er arbeitete dort mit seinem Sohn Manuel zusammen als homöopathischer Arzt.
In seiner Freizeit widmete sich Guanyabens der musikalischen Komposition von Zarzuelas und religiösen Werken. Er schrieb ein Te Deum und ein Stabat mater. 1858 schrieb er La Calma, eine Barkarole für Gesang und Klavier, die er dem Pianisten und Komponisten Jaume Biscarri i Bossom de Saga widmete. Dieses Stück – in der Melodieführung etwas vereinfacht – wurde als Seemannslied in Katalonien äußerst populär. Es ist heute als das katalanische Seemannslied La Calma de la Mar bekannt. Am 12. Mai 1859 gelang ihm bei der Erstaufführung der Oper Arnaldo de Erill im italienischen Stil im Liceu von Barcelona sein größter musikalischer Erfolg. Das Libretto dieser Oper stammte von Joan Cortada i Sala.
Im Januar 1889 verstarb Guanyabens bei einem Besuch seiner Tochter in Palma, die dort mit dem Maler Joan Bauzà verheiratet war.